# Radio María España
Radio María España es una emisora de radio española asociada a la Familia Mundial de Radio María que emite desde Madrid una programación completamente especializada en contenidos religiosos católicos.

## Historia
Tiene como fines la educación y formación cultural y religiosa con la difusión y promoción del Evangelio, en su sentido más amplio, de acuerdo con la enseñanza y doctrina de la Iglesia Católica.  Diariamente se retransmiten la misa, las oraciones de laudes, vísperas, ángelus, oficio de lectura, hora intermedia, completas y la corona de la misericordia, así como el rosario, que se reza en cuatro momentos diferentes del día, pero también ofrece las noticias generales con dos informativos diarios, de lunes a domingo, a las 14:00 y 22:00 (horas peninsulares).
Radio María es propiedad de la Asociación Radio María. Entre los socios eligen una junta directiva de cinco personas, que es órgano de dirección y representación. Esta, a su vez, elige al director de Radio María, que tiene que ser un sacerdote.
El 24 de enero de 1999 comenzó a emitir en Madrid, desde la Parroquia Castrense Santa María de la Dehesa y en coordinación con las demás Radio María del mundo. Sus principales programas son las actividades litúrgicas y programas pastorales de catequesis, familia, valores humanos, etc. Sus emisiones se pueden escuchar en toda España a través de TDT, siendo en FM en algunos casos emitidas por emisoras asociadas, que coinciden con su ideario. 
El 1 de enero de 2015 empezó a emitir en radio digital DAB+ siendo la primera emisora de España en emitir en DAB+.
- Actualmente está asociada para compartir producción de eventos de la Iglesia Católica con:
  - Radio Vaticano a través de  Familia Mundial de Radio María. Los eventos religiosos de la Iglesia católica dentro de España los cubre/realiza Radio María España. En el extranjero la emisora/s de ese territorio asociada a Radio Vaticano - Familia Mundial de Radio María.
  - En la actualidad tiene acuerdos con Ábside Media para emitir o producir programación de índole católico y religioso.

## Frecuencias

### Frecuencia modulada

#### Andalucía
- Albolote: 90.1 FM
- Algeciras: 101.9 FM
- Almería: 101.4 FM
- Andújar: 97.3 FM
- Antequera: 90.1 FM
- Baza: 101.4 FM
- Barbate: 91.4 FM
- Berja: 97.3 FM
- Córdoba: 94.7 FM
- Écija: 102.5 FM
- El Viso: 88.0 FM
- Estepa: 101.7 FM
- Guadalcanal: 88.0 FM
- Guadix: 105.7 FM
- Hinojosa del Duque: 106.5 FM
- Huelva: 105.9 FM
- Huércal-Overa: 101.4 FM
- Iznájar: 106.5 FM
- Jaén: 105.7 FM
- Jerez de la Frontera: 104.4 FM
- La Carolina: 93.5 FM
- Málaga: 104.9 FM
- Marbella: 90.7 FM
- Marmolejo: 97.2 FM
- Martos: 94.7 FM
- Mijas: 94.6 FM
- Mojácar: 101.4 FM
- Motril: 94.7 FM
- Níjar: 88.1 FM
- Roquetas de Mar: 104.4 FM
- Sanlúcar de Barrameda: 100.8 FM
- Sevilla: 96.2 FM
- Tarifa: 92.8 FM
- Torremolinos: 92.1 FM
- Vélez-Málaga: 88.7 FM

#### Andorra
- Andorra la Vieja: 87.8 FM

#### Aragón
- Alcañiz: 105.3 FM
- Barbastro: 104.3 FM
- Calatayud: 103.2 FM
- Fraga: 93.8 FM
- La Almolda: 96.7 FM
- Magallón: 98.9 FM
- Mora de Rubielos: 95.9 FM
- Tarazona: 100.5 FM
- Tauste: 101.3 FM
- Zaragoza: 94.0 FM

#### Asturias
- Avilés: 98.9 FM
- Llanes: 98.7 FM
- Luarca: 91.6 FM
- Oviedo: 106.7 FM

#### Canarias
- Adeje: 97.6 FM
- Arrecife: 93.9 FM
- Garafía: 88.5 FM
- Icod de los Vinos: 94.6 FM
- La Frontera: 102.2 FM
- Las Palmas de Gran Canaria: 87.9 y 100.4 FM
- Los Llanos de Aridane: 102.2 FM
- Maspalomas: 89.0 FM
- Puerto del Rosario: 103.7 FM
- San Cristóbal de La Laguna: 100.4 FM
- Santa Cruz de La Palma: 101.4 FM
- Santa Cruz de Tenerife: 97.5 y 103.2 FM
- Santa Lucía de Tirajana/Vecindario: 89.5 FM
- Santa Úrsula: 103.0 FM
- Tacoronte: 88.5 FM
- Vilaflor de Chasna: 101.4 FM
- Yaiza: 103.7 FM

#### Cantabria
- Castro Urdiales: 101.9 FM
- Laredo: 103.4 FM
- Reinosa: 91.6 FM
- Santander: 101.9 FM
- Torrelavega: 98.2 FM

#### Castilla-La Mancha
- Albacete: 96.9 FM (en PTN)
- Alcázar de San Juan: 87.8 FM (PTN en Madridejos)
- Almaden: 102.1 FM
- Almansa: 97.9 FM
- Ciudad Real: 98.2 FM
- Cuenca: 103.0 FM
- Guadalajara: 88.5 FM
- Hellín: 102.8 FM
- Molina de Aragón: 88.7 FM (en PTN)
- Puertollano: 104.1 FM (en PTN)
- Talavera de la Reina: 90.7 FM
- Toledo: 88.5 FM (PTN en Torrijos)
- Valdapeñas: 93.4 FM
- Villacañas: 89.5 FM
- Villahermosa: 92.0 FM

#### Castilla y León
- Arenas de San Pedro: 89.6 FM
- Candeleda: 89.0 FM
- El Tiemblo: 106.6 FM
- Briviesca: 96.8 FM
- Medina de Pomar: 91.4 FM
- Villarcayo: 90.0 FM
- Astorga: 104.0 FM
- La Bañeza: 94.1 FM
- Valencia de Don Juan: 92.1 FM
- Villablino: 101.5 FM
- Villafranca del Bierzo: 104.9 FM
- Aguilar de Campoo: 105.4 FM
- Guardo: 96.4 FM
- Husillos: 91.6 FM
- Béjar: 106.2 FM
- Ciudad Rodrigo: 92.9 FM
- Peñaranda de Bracamonte: 105.4 FM
- Cuéllar: 91.2 FM
- El Espinar: 100.0 FM
- Real Sitio de San Ildefonso (La Granja): 101.0 FM
- Ágreda: 102.6 FM
- Almazán: 94.6 FM
- El Burgo de Osma: 99.9 FM
- Medina del Campo: 95.4 FM
- Medina de Rioseco: 102.1 FM
- Peñafiel: 98.6 FM
- Toro: 93.1 FM

#### Cataluña
- Gerona: 103.3 FM
- Lérida: 101.6 FM
- Villafranca del Panadés: 99.5 FM

#### Ceuta
- Ceuta: 92.8 y 96.8 FM

#### Comunidad de Madrid
- Collado Villalba: 90.5 FM
- Getafe: 90.7 y 96.9 FM
- Madrid: 97.2 FM
- Villarejo de Salvanés: 100.3 FM

#### Comunidad Valenciana
- Alcoy: 96.9 FM
- Alcira: 104.1 FM
- Castellón de la Plana: 107.5 FM
- Jeresa: 99.9 FM
- Oliva: 98.1 FM
- Valencia: 97.7 FM
- Vallada: 104.6 FM
- Vinaroz: 93.9  FM

#### Extremadura
- Badajoz: 98.6 FM
- Cáceres: 94.7 FM
- Coria: 106.3 FM
- Mérida: 96.0 FM
- Guadalupe: 104.2 FM

#### Galicia
- Becerreá: 101.9 FM
- Carballo (La Coruña): 92.4 FM
- Chantada: 99.2 FM
- El Barco de Valdeorras: 100.7 FM
- El Bollo: 96.9 FM

- Lalín: 96.5 y 101.3 FM
- Lovios: 89.4 FM
- Lugo: 92.3 FM
- Muros: 103.8 FM
- Orense: 89.0 FM
- Palas de Rey: 93.3 FM
- Pontevedra: 106.9 FM
- Ribadeo: 101.5 FM
- Santiago de Compostela: 88.4 FM
- Tuy: 89.4 FM
- Viana del Bollo: 92.1 FM
- Vigo: 96.3 FM

#### Islas Baleares
- Alcudia: 101.9 FM
- Buñola/Mallorca: 99.9 y 105.2 FM
- Ibiza: 104.8 FM
- Mercadal/Menorca: 92.0 FM
- Petra: 105.0 FM

#### La Rioja
- Calahorra: 89.7 FM
- Logroño: 100.4 FM (en PTN)
- Rioja Alta: 103.6 FM

#### Navarra
- Améscoa Baja: 92.3 FM
- Andosilla: 107.4 FM
- Aoiz: 92.5 FM
- Burguete: 98.9 FM
- Elizondo: 104.5 FM
- Estella: 107.9 FM
- Irañeta: 95.2 FM
- Lapoblación: 103.6 FM
- Lesaca: 98.2 FM
- Lodosa: 106.9 FM
- Los Arcos: 98.8 FM
- Monasterio de Leyre: 104.2 FM
- Pamplona: 105.8 FM
- Peralta: 100.5 FM
- Puente la Reina: 107.0 FM
- Sesma: 101.1 FM
- Tudela: 89.7 FM

#### País Vasco
- Beasáin: 106.5 FM
- Bilbao: 105.1 FM
- Durango: 99.3 FM
- Éibar: 99.1 FM
- Guernica: 99.0 FM
- Irún: 93.0 FM
- Lequeitio: 95.1 FM
- Llodio: 96.0 FM
- Loyola: 100.3 FM
- Oñate: 99.1 FM
- Plencia: 101.9 FM
- San Sebastián: 100.3 FM
- Tolosa: 105.9 FM
- Vergara: 100.6 FM
- Vitoria: 106.1 FM
- Zarauz: 103.8 FM
- Zumárraga: 93.1 FM

#### Región de Murcia
- Águilas: 106.4 FM
- Caravaca de la Cruz: 90.4 FM
- Cartagena: 88.1 FM
- Cieza: 96.2 FM
- Corvera: 93.2 FM
- Lorca: 104.2 FM
- Mazarrón: 100.8 FM
- Murcia: 91.0 FM y 91.6 FM
- Yecla: 107.9 FM

### DAB (Transmisión digital de audio)
- Barcelona: 8A 195.936 MHz
- Madrid: 8A 195.936 MHz

### TDT
- Red de cobertura estatal: MPE1